# Idaea spataceata
Idaea spataceata är en fjärilsart som beskrevs av Giovanni Antonio Scopoli 1763. Idaea spataceata ingår i släktet Idaea och familjen mätare. Inga underarter finns listade i Catalogue of Life.